# Jarcieu
Jarcieu és un municipi francès situat al departament de la Isèra i a la regió d'Alvèrnia-Roine-Alps. L'any 2007 tenia 951 habitants.

## Demografia

### Població
El 2007 la població de fet de Jarcieu era de 951 persones. Hi havia 382 famílies de les quals 100 eren unipersonals (59 homes vivint sols i 41 dones vivint soles), 122 parelles sense fills, 134 parelles amb fills i 26 famílies monoparentals amb fills.
La població ha evolucionat segons el següent gràfic:
Habitants censats

### Habitatges
El 2007 hi havia 443 habitatges, 394 eren l'habitatge principal de la família, 12 eren segones residències i 36 estaven desocupats. 399 eren cases i 43 eren apartaments. Dels 394 habitatges principals, 270 estaven ocupats pels seus propietaris, 116 estaven llogats i ocupats pels llogaters i 8 estaven cedits a títol gratuït; 12 tenien dues cambres, 63 en tenien tres, 146 en tenien quatre i 173 en tenien cinc o més. 340 habitatges disposaven pel capbaix d'una plaça de pàrquing. A 166 habitatges hi havia un automòbil i a 200 n'hi havia dos o més.

### Piràmide de població
La piràmide de població per edats i sexe el 2009 era:
| Homes | Edats   | Dones |
| ----- | ------- | ----- |
| 0     | 95 o +  | 4     |
| 0     | 90 a 94 | 4     |
| 8     | 85 a 89 | 12    |
| 4     | 80 a 84 | 12    |
| 16    | 75 a 79 | 28    |
| 4     | 70 a 74 | 4     |
| 40    | 65 a 69 | 4     |
| 24    | 60 a 64 | 16    |
| 20    | 55 a 59 | 32    |
| 48    | 50 a 54 | 28    |
| 24    | 45 a 49 | 28    |
| 8     | 40 a 44 | 4     |
| 28    | 35 a 39 | 36    |
| 40    | 30 a 34 | 40    |
| 32    | 25 a 29 | 24    |
| 12    | 20 a 24 | 12    |
| 20    | 15 a 19 | 16    |
| 44    | 10 a 14 | 12    |
| 36    | 5 a 9   | 32    |
| 28    | 0 a 4   | 12    |

## Economia
El 2007 la població en edat de treballar era de 586 persones, 452 eren actives i 134 eren inactives. De les 452 persones actives 418 estaven ocupades (227 homes i 191 dones) i 34 estaven aturades (12 homes i 22 dones). De les 134 persones inactives 62 estaven jubilades, 28 estaven estudiant i 44 estaven classificades com a «altres inactius».

### Ingressos
El 2009 a Jarcieu hi havia 420 unitats fiscals que integraven 1.022,5 persones, la mediana anual d'ingressos fiscals per persona era de 17.556 €.

### Activitats econòmiques
Dels 59 establiments que hi havia el 2007, 1 era d'una empresa alimentària, 1 d'una empresa de fabricació de material elèctric, 5 d'empreses de fabricació d'altres productes industrials, 13 d'empreses de construcció, 11 d'empreses de comerç i reparació d'automòbils, 5 d'empreses de transport, 1 d'una empresa d'hostatgeria i restauració, 2 d'empreses d'informació i comunicació, 2 d'empreses immobiliàries, 3 d'empreses de serveis, 7 d'entitats de l'administració pública i 8 d'empreses classificades com a «altres activitats de serveis».
Dels 18 establiments de servei als particulars que hi havia el 2009, 1 era una oficina de correu, 3 tallers de reparació d'automòbils i de material agrícola, 2 paletes, 4 guixaires pintors, 1 fusteria, 2 electricistes, 2 perruqueries, 1 restaurant i 2 salons de bellesa.
Dels 4 establiments comercials que hi havia el 2009, 1 era una botiga de menys de 120 m², 1 una carnisseria, 1 una llibreria i 1 una botiga de mobles.
L'any 2000 a Jarcieu hi havia 21 explotacions agrícoles que ocupaven un total de 576 hectàrees.

## Equipaments sanitaris i escolars
El 2009 hi havia 1 farmàcia i 1 ambulància.
El 2009 hi havia una escola elemental.

## Poblacions més properes
El següent diagrama mostra les poblacions més properes.